# Fornicata
Fornicata es un grupo de protistas del filo Metamonada.  Carecen de mitocondrias y de hidrogenosomas, sino que poseen mitosomas, un orgánulo derivado de la míticondria pero que no hace respiración ni tiene crestas como esta pero que tampoco produce hidrógeno como los hidrogenosomas. Son en su mayoría comensales o parásitos del tracto digestivo de animales, aunque hay especies de vida libre. Presentan o bien una sola cinétida y un único núcleo celular o bien un par de cinétidas y núcleos. Además tienen dos cinetosomas por cinétida y, por lo general, una ranura de alimentación o tubo citofaringeal asociado a cada cinétida. Incluye, entre otros, a los géneros Retortamonas, Chilomastix, Giardia y Carpediemonas.

## Filogenia
Se ha postulado que las relaciones son las siguientesː

|             | Carpomonadea (P)                                                      |
|             |                                                                       |
| Eopharyngea | \| \| Retortamonadida (P) \| \| \| \| \| \| Diplomonadida \| \| \| \| |
|             | \| \| Retortamonadida (P) \| \| \| \| \| \| Diplomonadida \| \| \| \| |
|             | Retortamonadida (P)                                                   |
|             |                                                                       |
|             | Diplomonadida                                                         |
|             |                                                                       |

|  | Retortamonadida (P) |
|  |                     |
|  | Diplomonadida       |
|  |                     |